# TopTen
TopTen ist ein estnisches Independent-Label mit Sitz in der Hauptstadt Tallinn. Der Geschäftsführer Sven Lõhmus produzierte das Debütalbum der Girlband Vanilla Ninja und einige estnische Beiträge für den Eurovision Song Contest.

## Erfolg
Das Album Vanilla Ninja, das in Tallinn produziert wurde, schaffte es in Estland direkt auf Platz eins der Albumcharts, und führte diese sechs Monate lang an. Die CD verkaufte sich über 337.000 mal. Während ihrer Zeit bei TopTen schrieb Piret Järvis an fast allen Songs des Debütalbums mit. Der Erfolg in ihrem Heimatland bestärkte den Schritt, außerhalb dessen ein Album zu veröffentlichen. Daraufhin wurde Traces of Sadness 2004 von David Brandes in Deutschland, Österreich und in der Schweiz veröffentlicht. Das Album erreichte Goldstatus, und hielt sich 44 Wochen in den Schweizer Charts. In Österreich blieb das Studioalbum 33 Wochen in den Charts vertreten.

## Beteiligungen beim Eurovision Song Contest
Sven Lõhmus war bereits dreimal beim Eurovision Song Contest beteiligt. Im Jahr 2005, in dem Vanilla Ninja für die Schweiz antrat und den achten Platz mit dem Titel Cool Vibes belegte, produzierte Lõhmus den Titel Let’s Get Loud für die Band Suntribe. Dieser schaffte es auf Platz 20 im Halbfinale.
Einen zweiten Anlauf unternahm er für seine Plattenfirma im Jahr 2009. Urban Symphony erreichte mit 129 Punkten und dem Titel Rändajad den sechsten Platz.
Auch beim Eurovision Song Contest 2011 in Düsseldorf versuchte Lõhmus, Estland einen höheren Platz zu ermöglichen. Getter Jaani kam mit dem Beitrag Rockefeller Street auf Platz 24.

## Beteiligungen beim Eurolaul
Die 2002 noch unbekannte Sängerin Maarja Kivi sang beim Eurolaul, dem estnischen Vorentscheid zum Eurovision Song Contest 2002, und belegte den siebten Platz. Dadurch wurde sie von Peep Vedla und Sven Lõhmus zur Frontfrau von Vanilla Ninja gemacht. Komplettiert wurde die Band dann mit Lenna Kuurmaa, Piret Järvis und Katrin Siska.
Ein Jahr später war Vanilla Ninja schließlich komplett besetzt und trat wieder beim Eurolaul auf. Mit dem von Lõhmus produzierten Titel Club Kung Fu erreichte das damalige Quartett den vierten Platz.

## Veröffentlichungen

### Suntribe
Ihre bislang erste und letzte Single Let’s Get Loud konnte keinen Charteinstieg vorweisen.

### Urban Symphony
Rändajad konnte sich in einigen Ländern in den Charts platzieren. In Estland erreichte das Lied Rang sieben; in der Schweiz Platz 86; in Schweden stieg es auf Position 14 ein. In Belgien belegte das Stück Rang 68 und in Finnland Platz zehn. In den Vereinigten Staaten erreichte der Titel Rang 117.

### Getter Jaani
Zwar belegte sie für Estland mit Rockefeller Street den vorletzten Platz, konnte aber in Belgien Platz 43 der Charts erreichen. Das gleichnamige Album wurde von Sven Lõhmus produziert.

### Vanilla Ninja
Der Titel Club Kung Fu wurde am 16. Februar 2004 in Deutschland veröffentlicht. Diese konnte sich zwei Wochen auf Platz 95 der Charts halten.